# Мома Димић
Момчило Мома Димић (Београд, 28. фебруар 1944 — Београд, 8. јун 2008) био је српски књижевник, песник, преводилац, романсијер, путописац, есејиста, драмски писац, филмски сценариста; дугогодишњи уметнички директор Београдских међународних сусрета писаца, члан Удружења књижевника Србије. Најпознатији је по роману "Живео живот Тола Манојловић", претвореном у популарну позоришну представу и ТВ драму.

## Биографија
Рођен је 1944. у Миријеву, тада селу у близини Београда. На београдском Филозофском факултету је дипломирао 1968, у време студентских протеста. Још 1966. је написао свој најчувенији роман, „Живео живот Тола Манојловић“, преточен у драму која је две године касније играна и у Лондону, а потом је снимљен и филм. Драма је у београдском Атељеу 212 имала преко 400 представа, са Петром Краљем у главној улози.
Путовао је широм света (помиње се да је посетио 250 светских градова) и спријатељио се са бројним познатим писцима: Ференц Јухас, Томас Транстремер, Владимир Војновић, Булат Окуџава, Едуард Лимонов, Антонио Порпета итд.
Умро је после краће и тешке болести и сахрањен у родном Миријеву, о којем је једном приликом рекао да „није лошије од не-знам-каквих метропола”.
Димић је заступљен у многим домаћим и страним антологијама српске поезије и прозе. Његове књиге преведене су на десет језика. Добитник је бројних домаћих и међународних награда за књижевност и преводилаштво.
По њему је названа Књижевна награда „Мома Димић”.

## Награде
- Октобарска награда
- Јаков Игњатовић (Будимпешта, 2006) - за животно дело
- - у Италији[5]

## Дела
Димић је објавио око 40 књига. Превео је десетак књига са шведског језика. Овде је наведен њихов непотпун списак.
- Живео живот Тола Манојловић (1966) — роман, преточен у позоришну представу и ТВ драму.
- Цигански кревет (1968)
- Антихрист (1970)
- Шумски грађанин - роман, касније драматизован, постављан и у шведској Упсали.
- Максим српски из дома стараца: роман у 18 приповедака (1971)
- Творац Русији (1976) — збирка песама
- Песник и земљотрес (1978)
- Како сам систематски уништен од идиота — филм из 1983, чији је косценариста[6], на основу „Шумског грађанина“
- Гад рескирант: проза (1985)
- Посвете (1986)
- Хиландарски разговор: 18 мојих савременика (1989)
- Мала птица: роман за одраслу и нарочито осетљиву децу (1989)
- Путник без милости (1991)
- Сабране песме шведског песника и нобеловца, Томаса Транстремера (1991)
- Београдски сусрет писаца, 1964-1993: Rencontre Des ecrivains De Belgrade = Belgrade Meeting of Writers[7]
- Божић у старом крају (1994), са Васом Д. Михаиловићем
- Под бомбама: дневник (2000)[8]
- Неовдашњи писци и сусрети (2007)[5]
- Одлазак у Неменикуће: изабрани путописи
- Места: путопис
- Путар - роман, драматизован
- Највећи филозоф у мом селу - роман, драматизован
- Три књиге Дерокових сећања: А онда је летео Јероплан над Београдом, Мангуплуци око Калемегдана и Успомене Београђанина.
- Познанство са данима малог максима - збирка песама са Весном Парун[3]
- Пошто Београд